# 군추역
군추역(일본어: 郡中駅)은 일본 에히메현 이요시에 위치한 이요 철도 군추 선의 철도역이다. 이 노선의 종착역이자, 역 번호는 IY 34이며, 단선 승강장 1면 1선의 구조를 갖춘 지상역이다.

## 타는 곳
| 1 | ■ 군추 선 | 상행 | 마사키 · 요고 · 마쓰야마시 방면 |
| 1 | ■ 군추 선 | 하행 | 군추코 방면                     |

## 이용 현황
| 연도 | 승차 인원 |
| ---- | --------- |
| 2011 | 1,086     |
| 2012 | 985       |
| 2013 | 944       |
| 2014 | 957       |
| 2015 | 1,013     |

## 역 주변
- 이요 시청
- 이요 상공 회의소

## 인접 역
| 이요 철도 군추 선            | 이요 철도 군추 선 | 이요 철도 군추 선        |
| ---------------------------- | ----------------- | ------------------------ |
| IY 33 신카와 마쓰야마시 방면 | ■ 군추 선         | 군추코 IY 35 군추코 방면 |